# Niwszera
Niwszera (ros. Нившера) – wieś (sieło) w Rosji, w Republice Komi, w rejonie kortkieroskim. W 2010 liczyła 1318 mieszkańców.